# Procuradoria-Regional da Fazenda Nacional na 2ª Região
Procuradoria-Regional da Fazenda Nacional na 2ª Região (PRFN-2ªR) é a unidade descentralizada da Procuradoria-Geral da Fazenda Nacional sediada no Rio de Janeiro.
Realiza a representação judicial da União em matéria tributária, perante o Tribunal Regional Federal da 2.ª Região, o Tribunal Regional do Trabalho da 1ª Região, o Tribunal de Justiça do Estado do Rio de Janeiro, o Tribunal Regional Eleitoral do Rio de Janeiro, na Justiça Federal da subseção judiciária do Rio de Janeiro, nas varas do trabalho da região metropolitana do Rio de Janeiro.
Além disso, realiza a cobrança judicial (execução fiscal) da Dívida Ativa da União na sua área de atribuição, analisa e concede parcelamentos de débitos tributários federais inscritos em Dívida Ativa, bem como representa a União perante os juízos falimentares do Rio de Janeiro. Seu atual titular é Renato Mendes Souza Santos e seus substitutos, Alcina dos Santos Alves, Leonardo Martins Pestana e Maria Beatriz Mello Moreira de Carvalho .
No âmbito administrativo, presta consultoria aos órgãos do Ministério da Economia sediados no Rio de Janeiro.